# Melírids
Els melírids (Melyridae) són una família de coleòpters de la superfamília Cleroidea. Se'n coneixen uns 300 gèneres i unes 6000 espècies.

## Descripció
La majoria tenen una forma allargada-oval i un cos relativament tou de 10 mm de llargada o menys. Molts tenen coloracions brillants marrons, vermelles o negres. Molts són comuns sobre les flors. Contenen batracotoxines.

## Distribució
La família Melyridae conté 520 espècies en 58 gèneres en el cas de l'Amèrica del Nord. A Europa hi són presents 16 gèneres. La major biodiversitat, tanmateix, és les selves plujoses tropicals.

## Subfamílies
La família Melyridae inclou quatre subfamílies:
- Subfamília Rhadalinae LeConte, 1861
- Subfamília Melyrinae Leach, 1815
- Subfamília Dasytinae Laporte, 1840
- Subfamília Malachiinae Fleming, 1821

## Alguns gèneres
- - Allotarsus
  - Aplocnemus
  - Chaetomalachius
  - Choresine
  - Danacea
  - Dasytes
  - Dasytidius
  - Dasytiscus
  - Divales
  - Dolichophron
  - Enicopus
  - Graellsinus
  - Haplithrix
  - Microjulistus
  - Psilothrix
  - Trichoceble
  - Trochantodon